# Ligne de Sceaux
La ligne de Sceaux est une ligne de chemin de fer de la banlieue sud de Paris, qui reliait initialement la place Denfert-Rochereau, à Paris, à la commune de Sceaux.
Ouverte en 1846 à voie large à titre de démonstration du système Arnoux, elle connaît plusieurs prolongements successifs vers le sud, à Sceaux (Robinson) d'une part, et par étapes vers Orsay, Saint-Rémy-lès-Chevreuse puis Limours d'autre part. Dans cette dernière configuration, elle est également appelée « ligne de Paris-Luxembourg à Limours » (ligne no 552 000 du réseau ferré national) par SNCF Réseau.
Dotée d'un capital de 3 millions de francs, elle fait partie des cinq sociétés mises sous séquestre par l'État lors du krach de 1847, avec la Compagnie du chemin de fer de Paris à Orléans le 4 avril 1848, la Compagnie du chemin de fer de Bordeaux à La Teste le 30 octobre 1848 et la Compagnie du chemin de fer de Marseille à Avignon le 21 novembre 1848. La Compagnie du chemin de fer de Paris à Lyon, elle, est nationalisée en 1848.
En 1895, elle est prolongée au nord dans Paris jusqu'à la gare du Luxembourg. En 1937, elle est rétrocédée par la Compagnie du chemin de fer de Paris à Orléans à la Compagnie du chemin de fer métropolitain de Paris (CMP) après une modernisation radicale. La mise en service d'automotrices électriques spécifiques à la ligne, les automotrices Z, et le réaménagement de l'infrastructure avec quais hauts et signalisation performante en font un embryon du futur métro régional, provoquant un doublement de sa fréquentation en moins d'un an. En 1939, la section de Saint-Rémy-lès-Chevreuse à Limours est abandonnée.
Après une période de fréquentation exceptionnelle durant la Seconde Guerre mondiale et les années suivantes, la ligne, d'une longueur de quarante kilomètres, est intégrée au réseau express régional d'Île-de-France (RER) en 1977. Elle constitue dorénavant les deux branches sud de la ligne B du RER au sud de Gare du Nord : branche B2, jusqu'à Robinson, et branche B4, jusqu’à Saint-Rémy-lès-Chevreuse.

## Construction de la ligne

### De Paris à Sceaux

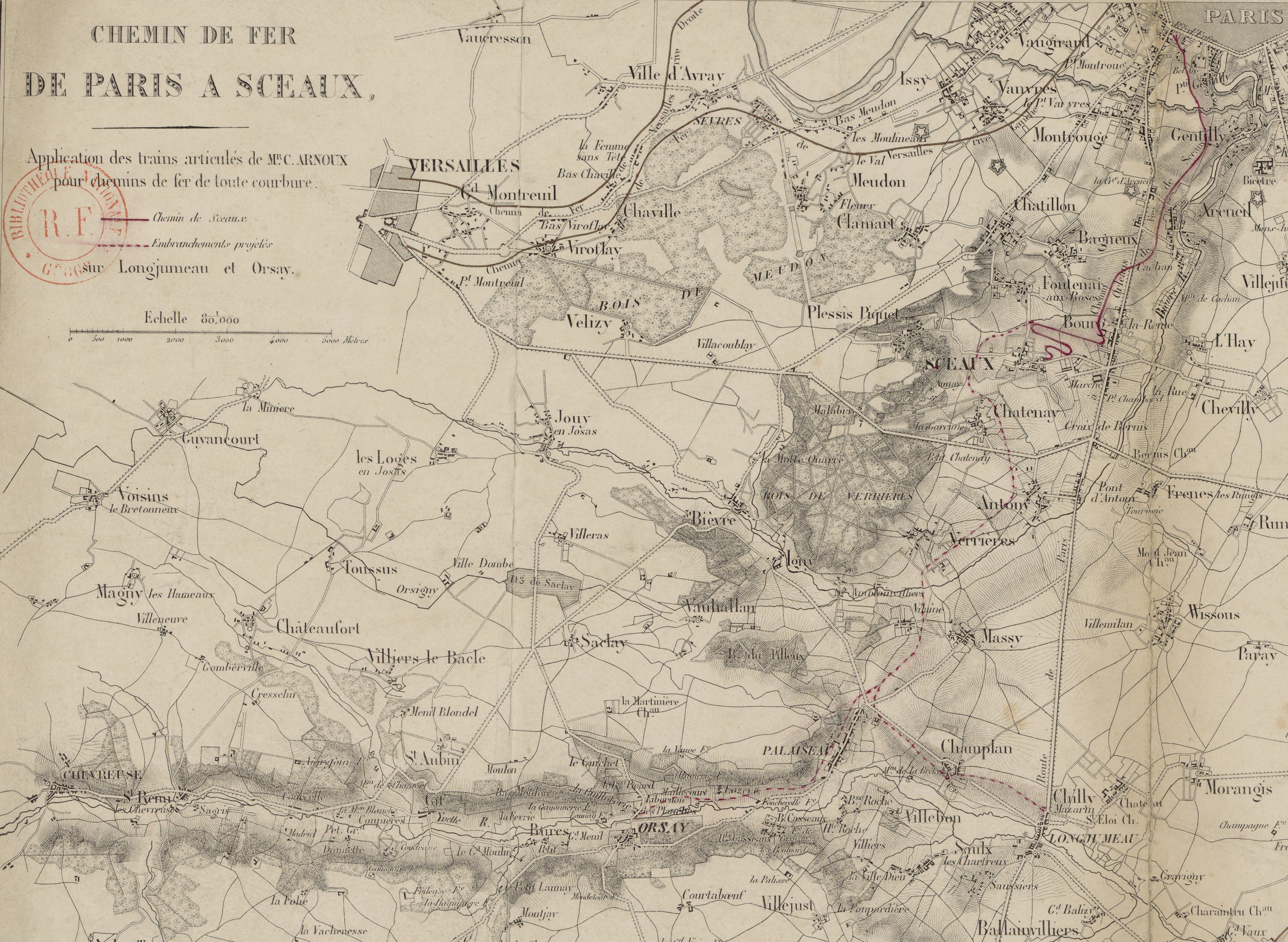
Carte du chemin de fer de Paris à Sceaux montrant :
• en traits pleins, le tracé jusqu'à Sceaux ;
• en tiretés, les embranchements projetés (non réalisés) Orsay, d'une part, et vers Longjumeau, d'autre part.

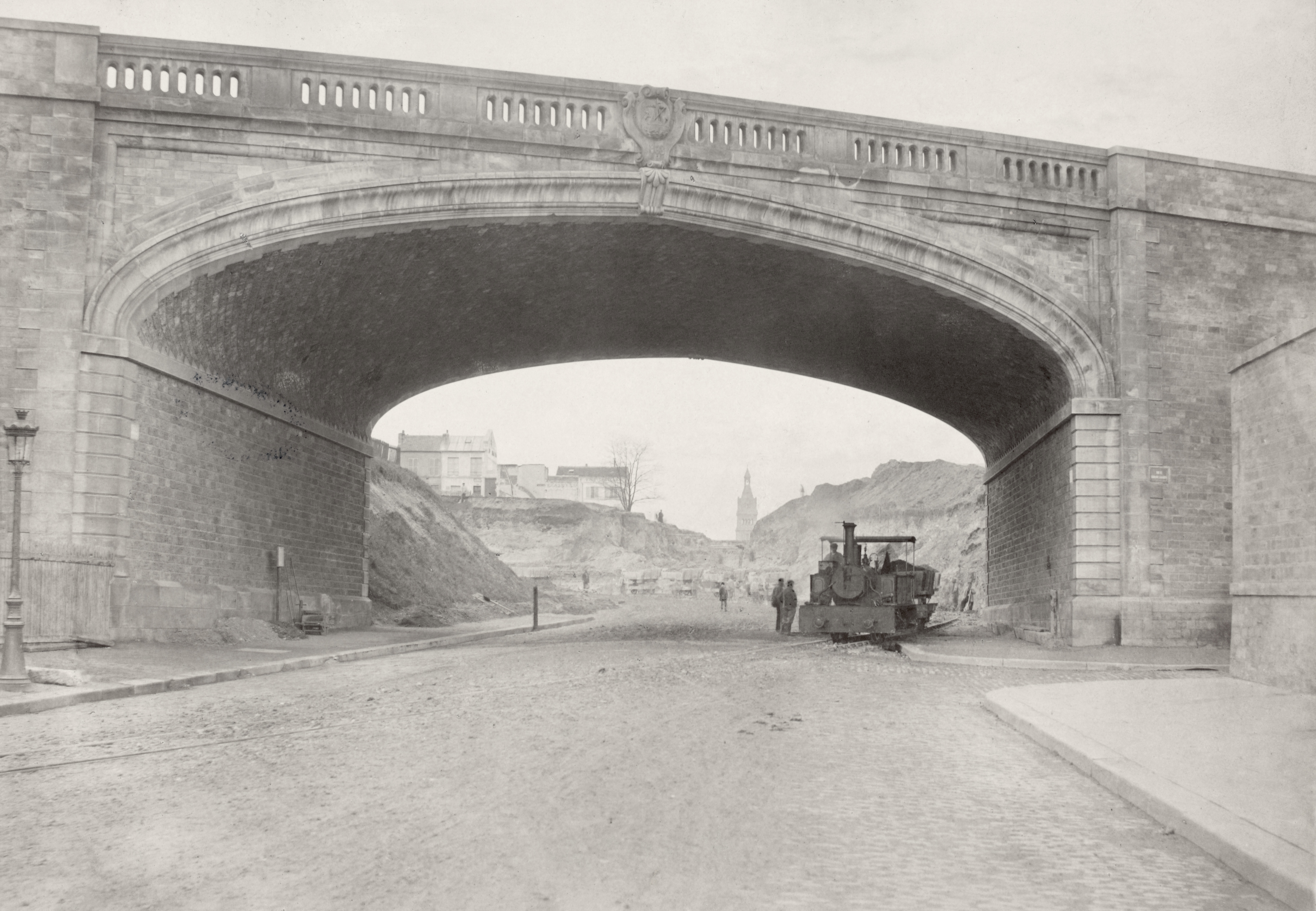
Pont pour le franchissement de la rue d'Alésia, vers 1860.

L'histoire de la ligne de Sceaux remonte à 1838. C'est à cette date que le polytechnicien Jean-Claude-Républicain Arnoux propose une solution technique permettant d'améliorer la vitesse des trains en courbe, tout en réduisant l'usure des rails et des roues. En pratique, il suggère de désolidariser les roues d'un même essieu et d'articuler les essieux sur un pivot central au lieu de les fixer aux caisses. De plus, il préconise l'utilisation d'un écartement large de 1 750 mm. C'est ce qu'on appelle le « système Arnoux ».
Afin de mettre en œuvre son système, Arnoux obtient par une loi, le 5 août 1844, la concession de la ligne de Sceaux pour une durée de cinquante ans. Le 21 février 1845, il fonde la Compagnie du Chemin de fer de Paris à Sceaux. Le premier tronçon relie l'« embarcadère » d'Enfer (devenu en 1895 Denfert-Rochereau), situé à la barrière d'Enfer à Paris, à Sceaux. Il est inauguré le 7 juin 1846, et ouvert au public le 23 juin.
Ce premier tronçon, très sinueux à partir de Bourg-la-Reine car la pente de 11,5 ‰ était rattrapée par plusieurs courbes et contre-courbes avec une gare intermédiaire baptisée « Fontenay » (car se trouvant rue de Fontenay à Sceaux), avait son terminus à Sceaux. Le tracé sinueux devait prouver la pertinence et l'efficacité du système Arnoux. Finalement, la déclivité de la voie ne dépassait pas 30 mm/m. Bien que les ouvrages d'art aient été prévus dès le départ pour une double voie, seule une voie unique était posée lors de l'ouverture. La double voie a été posée de Paris à Bourg-la-Reine en 1863.

### De Bourg-la-Reine à Orsay

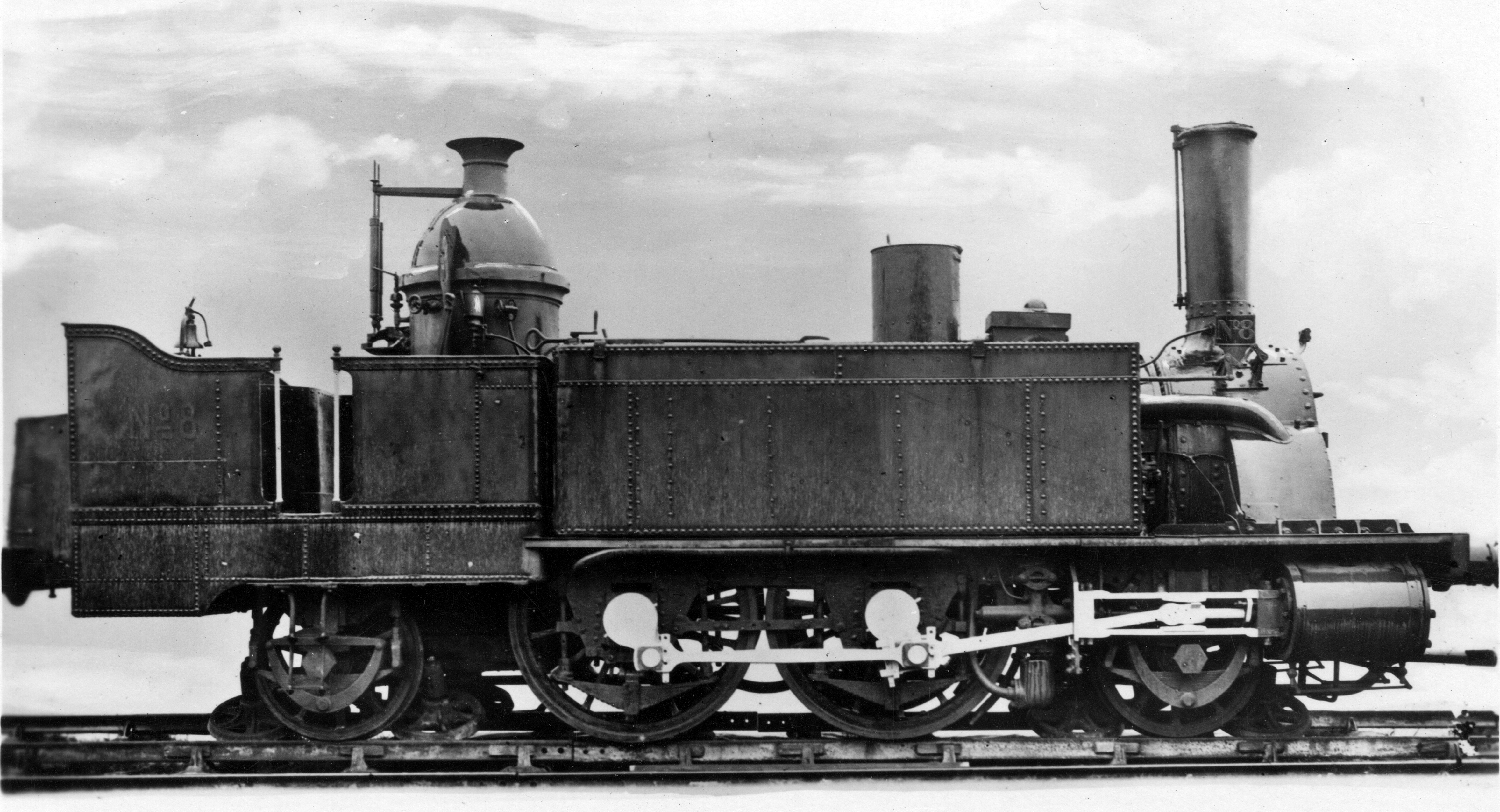
Locomotive Anjubault, voie large de 1.675 m, de la ligne de Sceaux, modifiée en 1867 et devenue la n° 8 PO

La ligne souffre d'un déficit d'exploitation : très profitable pendant les beaux jours, elle peine à attirer les voyageurs le reste de l'année. Un prolongement jusqu'à Orsay est donc envisagé pour équilibrer les comptes. On envisage d'abord un tracé qui se serait embranché près de la gare de Fontenay, et aurait comporté un embranchement vers Longjumeau. Ce premier projet n'a pas de suite, mais le tracé actuel, avec embranchement à Bourg-la-Reine, est sérieusement étudié.
Cependant la crise de 1847 aggrave la situation de la compagnie, si bien qu'elle est mise sous séquestre en 1849-1850. Lors de la révolution de 1848, des chantiers de terrassements sont entrepris à partir de Sceaux vers Orsay, financés par l'État dans le cadre des Ateliers nationaux. Ils atteignent Palaiseau en 1849. L'État, circonspect quant au futur de la compagnie, construit la plate-forme aux normes ferroviaires classiques, c'est-à-dire avec des rayons de courbure supérieurs à ceux acceptés par le système Arnoux.
La compagnie, partiellement renflouée, obtient la concession de la ligne de Bourg-la-Reine à Orsay par une loi le 10 juin 1853. Outre le trafic voyageurs, il est prévu un trafic marchandises assez important, avec notamment le transport du grès de la vallée de l'Yvette et celui des primeurs.
La ligne est réalisée à voie unique en écartement large, bien que la concession prévoie à terme sa conversion à la voie normale. La ligne comporte 17 ouvrages d'art, dont un tunnel de 205 m. Entre Palaiseau et Orsay le tracé est à nouveau sinueux, contrairement au tronçon construit par l'État : les rayons de courbure descendent jusqu'à 125 m.
Le tronçon est inauguré jusqu'à Orsay le 28 juillet 1854. Le terminus se trouve au lieu-dit « les Planches », près de la gare actuelle du Guichet.
Malgré quelques signes d'embellie financière, la compagnie reste fragile, et ne peut notamment acquérir le matériel roulant pour l'ouverture d'un service marchandises, qui aurait pourtant été lucratif.

### D'Orsay à Limours
Dans le but de contrecarrer les plans d'une compagnie concurrente qui souhaite obtenir un accès ferroviaire à Paris, la Compagnie du Paris-Orléans rachète la ligne de Sceaux à la société Arnoux en 1857. Dans le projet présenté, la ligne de Sceaux devait s'intégrer dans une relation de Paris à Tours par Châteaudun et Vendôme. Cependant, une fois ce concurrent écarté et des études approfondies réalisées, le Paris-Orléans démontra que l'amorce de la ligne de Tours par Orsay était impraticable en raison d'une succession de plateaux et de vallées. Le Paris-Orléans fit accepter à la place un nouvel itinéraire par Brétigny. À la suite de la déconfiture financière de la Compagnie du chemin de fer Grand-Central de France et à son démantèlement organisé par l'État en 1857 au profit de la Compagnie du chemin de fer de Paris à Orléans et de la constitution de la Compagnie des chemins de fer de Paris à Lyon et à la Méditerranée, la Compagnie du chemin de fer de Paris à Orléans rachète la ligne de Paris à Orsay par un traité signé le 18 juin 1855 entre les deux compagnies. Ce traité est approuvé par décret le 19 juin 1857.
À titre de compensation pour une population qui allait se voir privée de chemin de fer, il fut proposé de construire un tronçon d'Orsay à Limours en prolongement de la ligne de Sceaux. Un décret du 28 août 1862 entérine ce prolongement jusqu'à Limours, par Saint-Rémy-lès-Chevreuse et le vallon de Saint-Paul. Ainsi, le Paris-Orléans obtenait, par économie, de ne pas desservir Chevreuse, quitte à construire en rampe de 20 mm/m dans le vallon de Saint-Paul. La ligne « d'Orsay à Limours » est concédée à titre définitif à la Compagnie du chemin de fer de Paris à Orléans par une convention signée le 11 juin 1863 entre le ministre des Travaux publics et la Compagnie. Cette convention est approuvée par un décret impérial le 6 juillet 1863.
L'inauguration de ce dernier tronçon a lieu le 26 août 1867. Il est construit en voie unique.

## L'époque du Paris-Orléans

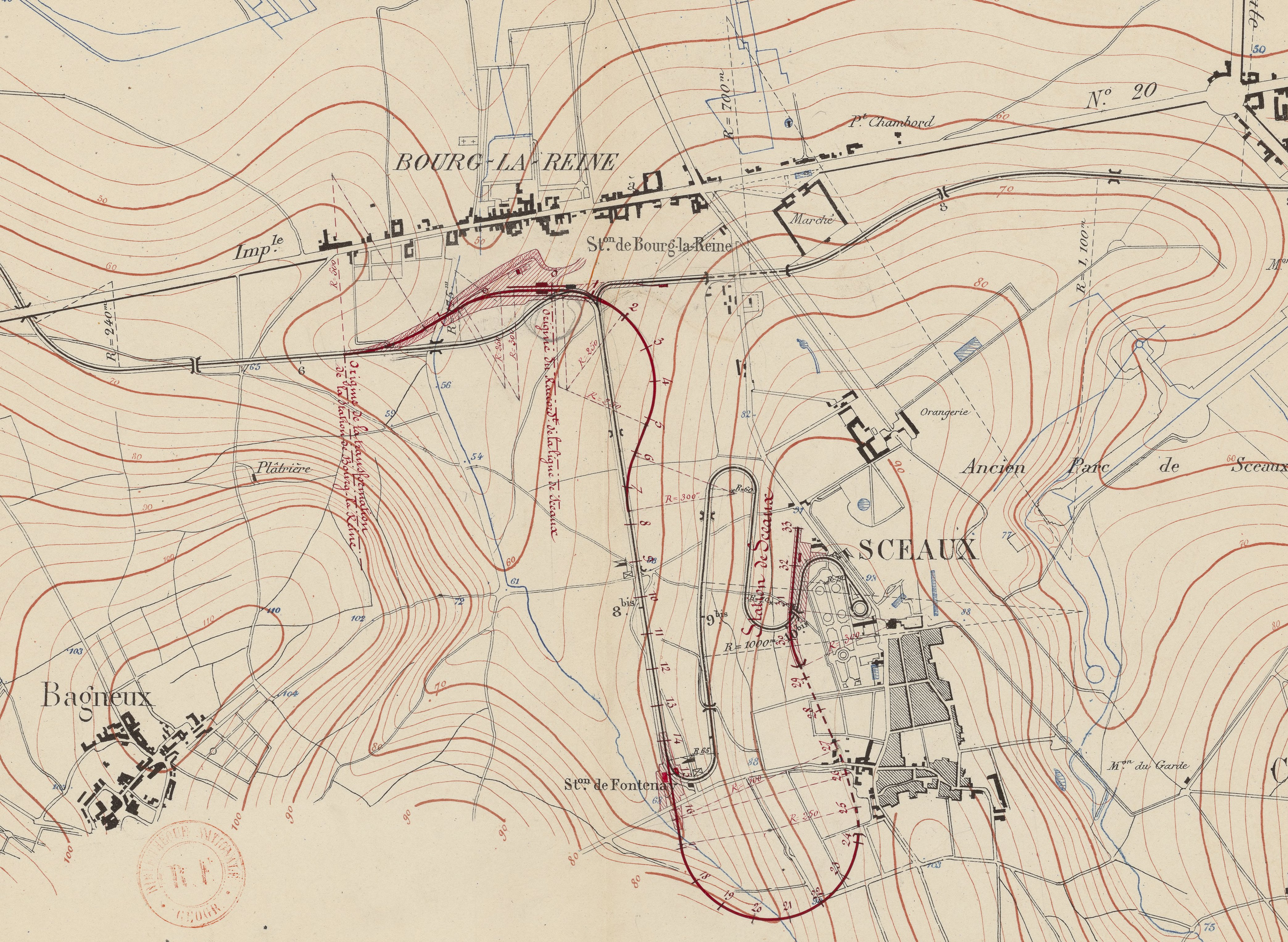
Plan d'un projet de rectification du tracé entre Bourg-la-Reine et Sceaux.

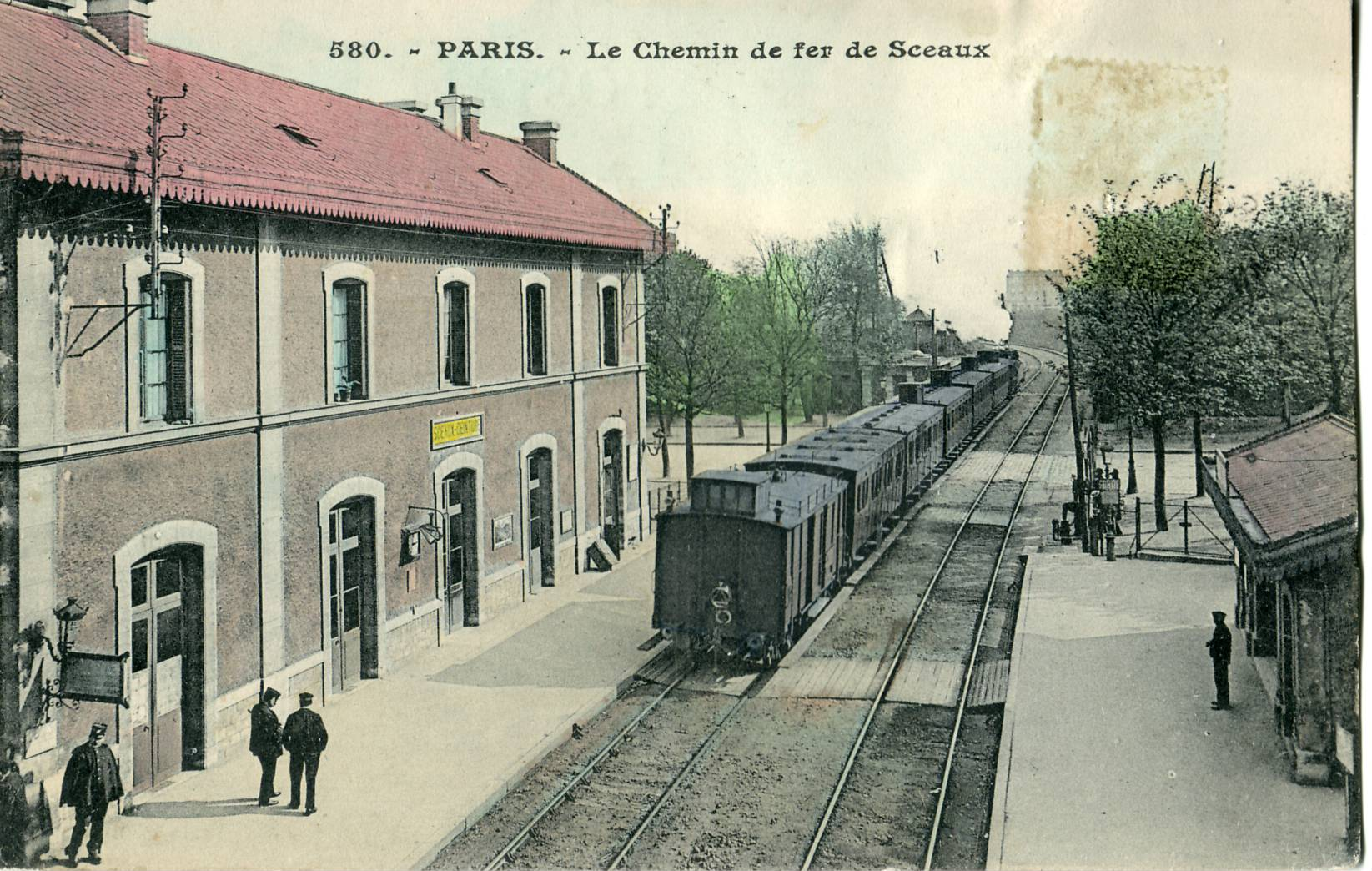
La ligne de Sceaux à l'époque de la Compagnie du Chemin de fer de Paris à Orléans (PO) : gare de Sceaux-Ceinture devenue la gare de Cité universitaire.

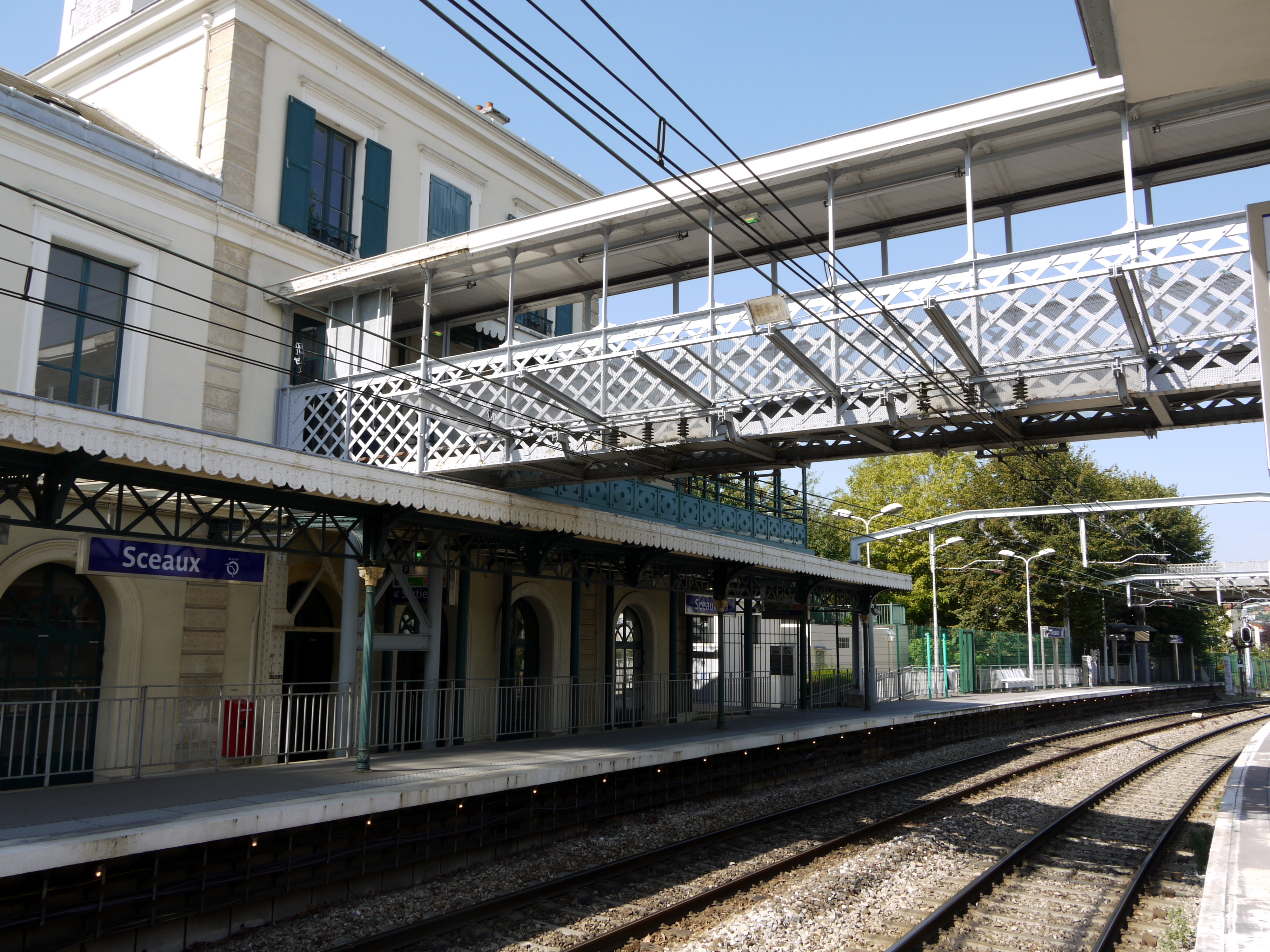
La nouvelle gare de Sceaux créée sur le tracé inauguré en 1893.

### Rachat et modernisation
Vers la fin du XIXe siècle, l'apparition des bogies permit de régler les problèmes d'usure et de vitesse en courbe des trains, sans pour autant recourir à un système complexe et à un écartement large comme l'avait proposé Arnoux. Pour rendre la ligne de Sceaux compatible avec les autres réseaux, un décret d'utilité publique de 1889 permet l'abandon du système Arnoux et la mise à l'écartement standard de 1 435 mm.
Pour ne pas interrompre le trafic, le changement de matériel se fait dans la nuit du 21 au 22 mai 1891. Le tracé primitif de Bourg-la-Reine à Sceaux est abandonné pour le tracé actuel comprenant également trois stations et se terminant à Robinson, mais passant cette fois par Fontenay-aux-Roses. Les travaux commencent en juin 1891, et se terminent en mai 1893.

### Prolongement jusqu'à Luxembourg
Le prolongement à l'intérieur de Paris entre la gare de Denfert et le Luxembourg est déclaré d'utilité publique par un décret du 14 décembre 1889.
Dans les années 1890, le terminus parisien est porté en tunnel à Luxembourg. Des cheminées permettent l'évacuation des fumées (des locomotives à vapeur).
La Compagnie du Paris-Orléans avait également prévu de reporter ce terminus dans sa nouvelle gare d'Orsay, ouverte en 1900. L'amorce de ce prolongement existe toujours à la sortie est de la station du RER C sous la forme d'un second tunnel à double voie parallèle à celui se dirigeant vers la gare d'Austerlitz et aujourd'hui utilisé pour le garage de rames.

### Projets de développement
Une ligne « de Limours à Dourdan » est concédée à titre éventuel à la Compagnie du chemin de fer de Paris à Orléans par une convention signée entre le ministre des Travaux publics et la Compagnie le 17 juin 1892. Cette convention est approuvée par une loi le 20 mars 1893.
En 1913, le gouvernement estime que l'électrification de la ligne de Sceaux n'est pas prioritaire, car l'ouverture de la ligne Paris - Chartres par Gallardon est prochaine ; sur quatre voies, deux seront électrifiées. Mais cette ligne reste finalement inachevée. Toutefois, la Compagnie du chemin de fer de Paris à Orléans reçoit la concession à titre définitif de la ligne de Limours à Dourdan par une convention signée entre le ministre des Travaux publics et la compagnie le 20 février 1913. Cette convention est approuvée par une loi le 7 juillet 1913, qui déclare en même temps la ligne d'utilité publique. Cette ligne ne sera pas réalisée.
Dès 1929, le projet Langevin (du nom du ministre des Travaux publics d'alors) propose de relier les lignes de la région parisienne de façon à créer une infrastructure de transports urbains, sur le modèle du S-Bahn allemand. C'est ce qui allait devenir le RER.
Comme le projet Langevin implique la traversée de Paris en souterrain, l'exploitation de trains à vapeur devient problématique. En 1929, il est décidé d'électrifier la ligne jusqu'à Massy - Palaiseau. La Compagnie du Paris-Orléans refuse de se charger des travaux à ses frais. C'est quand même elle qui réalise l'électrification compte tenu de son expérience et qui remet ensuite la ligne à la Compagnie du chemin de fer métropolitain de Paris (CMP), l'une des entités de la future Régie autonome des transports parisiens (RATP), par fusion après la guerre 1939-1945 avec la Société des transports en commun de la région parisienne (STCRP), qui gérait le réseau des autobus et qui se voit confier l'exploitation de ce tronçon.

### La transformation en métro régional
La ligne fait l'objet d'une transformation radicale. Les gares sont équipées de quais hauts et d'abris parapluie sur toute leur longueur.
Une campagne de suppression des passages à niveau a comme conséquence de mettre en tranchée les gares de Sceaux-Ceinture (future Cité-Universitaire), Gentilly (avec mise en tunnel entre les deux) et Antony. Afin de profiter au mieux des performances du nouveau matériel, des gares intermédiaires sont ouvertes, Bagneux-Pont-Royal en 1938, Parc-de-Sceaux et Fontaine-Michalon en 1940.
L'électrification par caténaire, sous tension continue de 1 500 volts, est effectuée entre 1935 et 1937 avec deux sous-stations à Paris-Montsouris, et Massy-Villaine (entre Massy - Verrières et Massy - Palaiseau). La circulation du premier train électrique transportant des voyageurs a lieu le 16 novembre 1937.

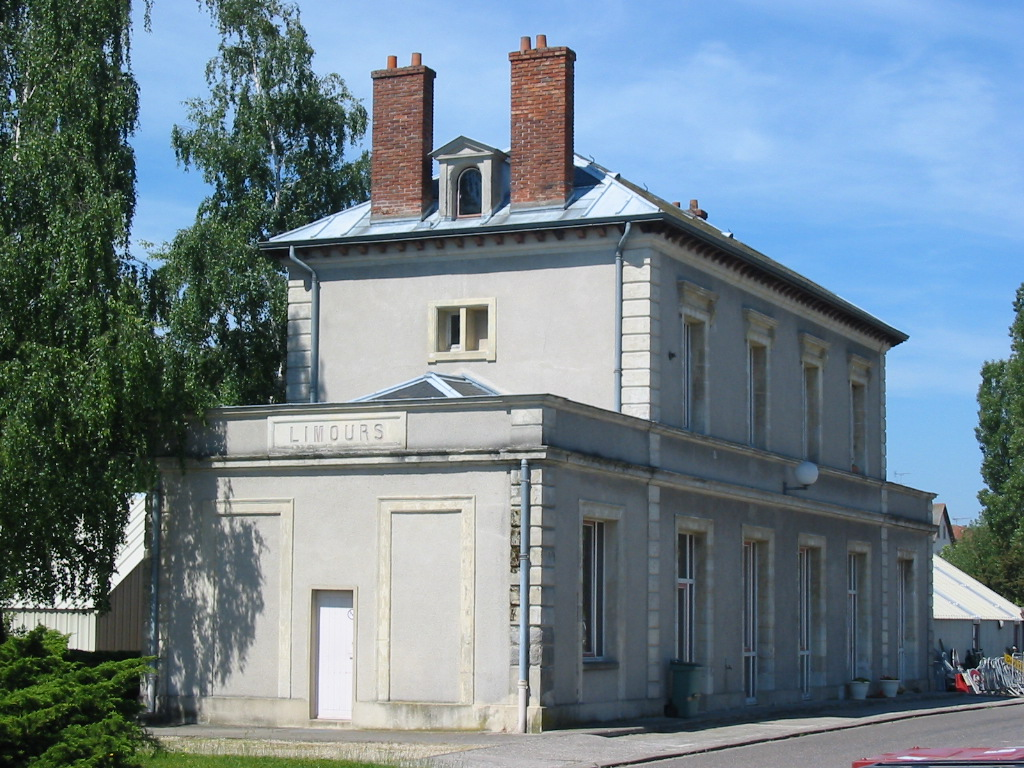
Ancienne gare de Limours.

Au sud, l'électrification se poursuit : elle atteint Saint-Rémy-lès-Chevreuse le 1er janvier 1939. Une nouvelle sous-station est installée près de Gif-sur-Yvette. L'électrification n'est jamais entreprise vers la ville de Limours, toujours desservie en voie unique par un autorail Renault VH, qui était acheminé tous les jours depuis Versailles - Matelots.
L'exploitation du tronçon Saint-Rémy-lès-Chevreuse – Limours, peu rentable, est abandonnée dès le 15 mai 1939 et remplacée par un service d'autocars.
Lors de l'électrification est installé un système de block automatique lumineux. La signalisation lumineuse adoptée est originale et différente de celle de la SNCF (Code Verlant), puisque l'extinction d'un feu rend l'information du signal plus restrictive. 
Selon la terminologie utilisée sur la ligne, sur un signal de block, la voie libre est un feu vert, l’annonce trois feux jaunes,  l’avertissement deux feux jaunes, l’arrêt block  (voie occupée) deux feux rouges. Les six feux sont sur un axe vertical dans l'ordre à partir du haut : jaune, vert, rouge, jaune, rouge, jaune.
Un signal de manœuvre comporte un feu rouge de plus ; ce feu rouge, présenté seul, signifie arrêt absolu. Un seul feu jaune au bas du signal annonce un ralentissement à 30 pour itinéraire dévié ou la marche en manœuvres, comme à l'entrée nord des appareils de voie de Bourg-la-Reine vers Robinson. Des signaux nains violet/blanc existent également.  La répétition du signal dans la cabine n'est pas transmise par un crocodile, mais par un ensemble de quatre balises magnétiques placées à proximité immédiate des deux files de rails. Cette signalisation a disparu lors du prolongement de la ligne jusqu'à la gare de Châtelet - Les Halles. Elle a été remplacée par la signalisation standard utilisée par la SNCF.

## La guerre

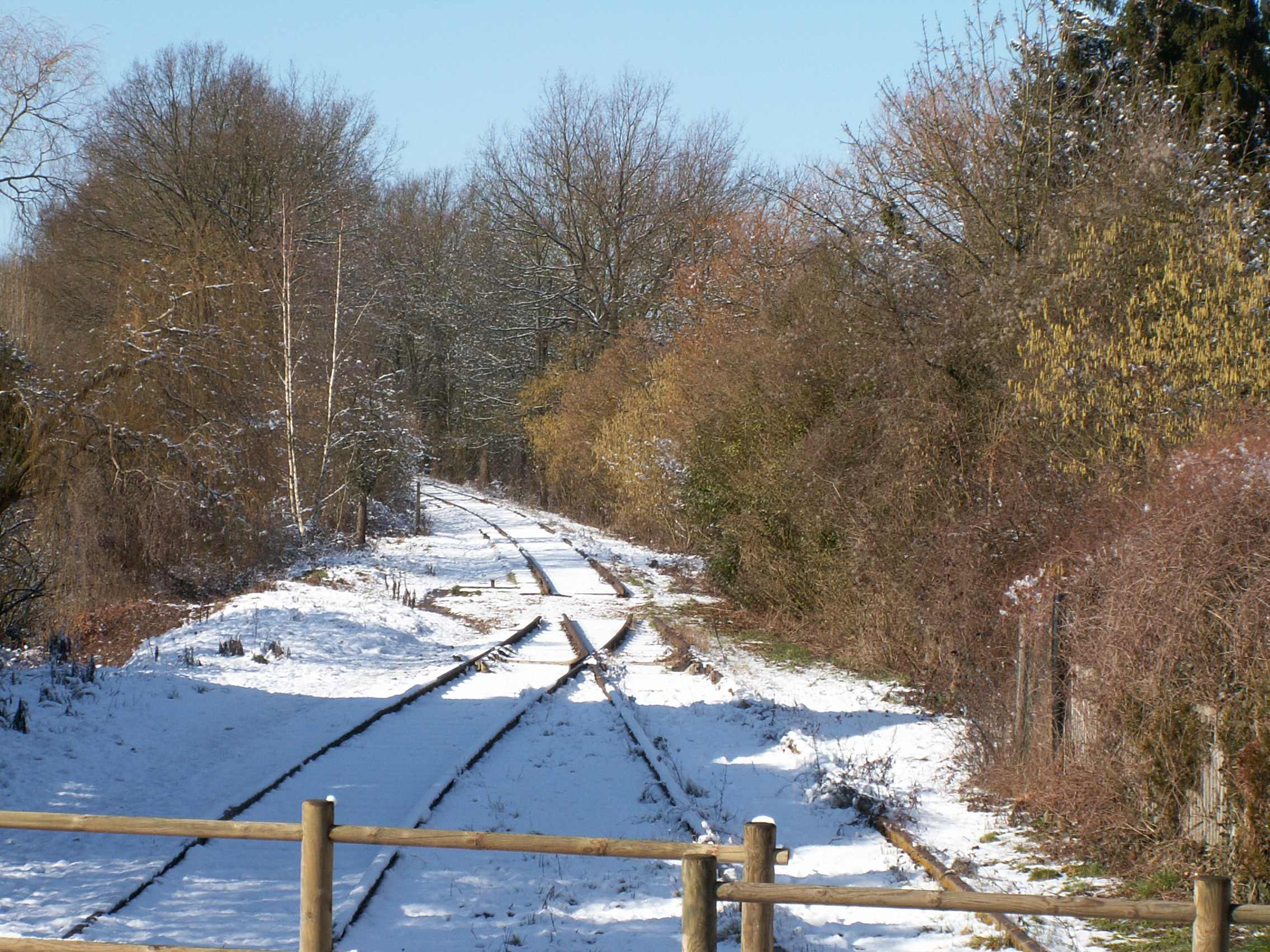
Origine de la section Saint-Rémy - Limours abandonnée en 1939.

Le tronçon Saint-Rémy - Limours transféré sur route le 30 juin 1939, déclassé une première fois le 30 novembre 1941, est déferré par les occupants allemands en 1941 pour récupérer rails et traverses. Le ballast sert à la construction des pistes de l'aéroport de Villacoublay par les forces alliées en 1944. Si la municipalité de Limours réussit à faire annuler le déclassement en septembre 1948, il n'y aura pas de restauration des installations et ce tronçon est déclassé définitivement en 1967.
Le reste de la ligne est épargné par la guerre jusqu'en 1944. Cependant, le nœud ferroviaire de Massy - Palaiseau, situé sur la Grande Ceinture, utilisé par l'occupant, est la cible de quatre bombardements alliés en juin 1944. Le secteur de Bures est la cible d'un cinquième bombardement.

## L'après-guerre et le RER

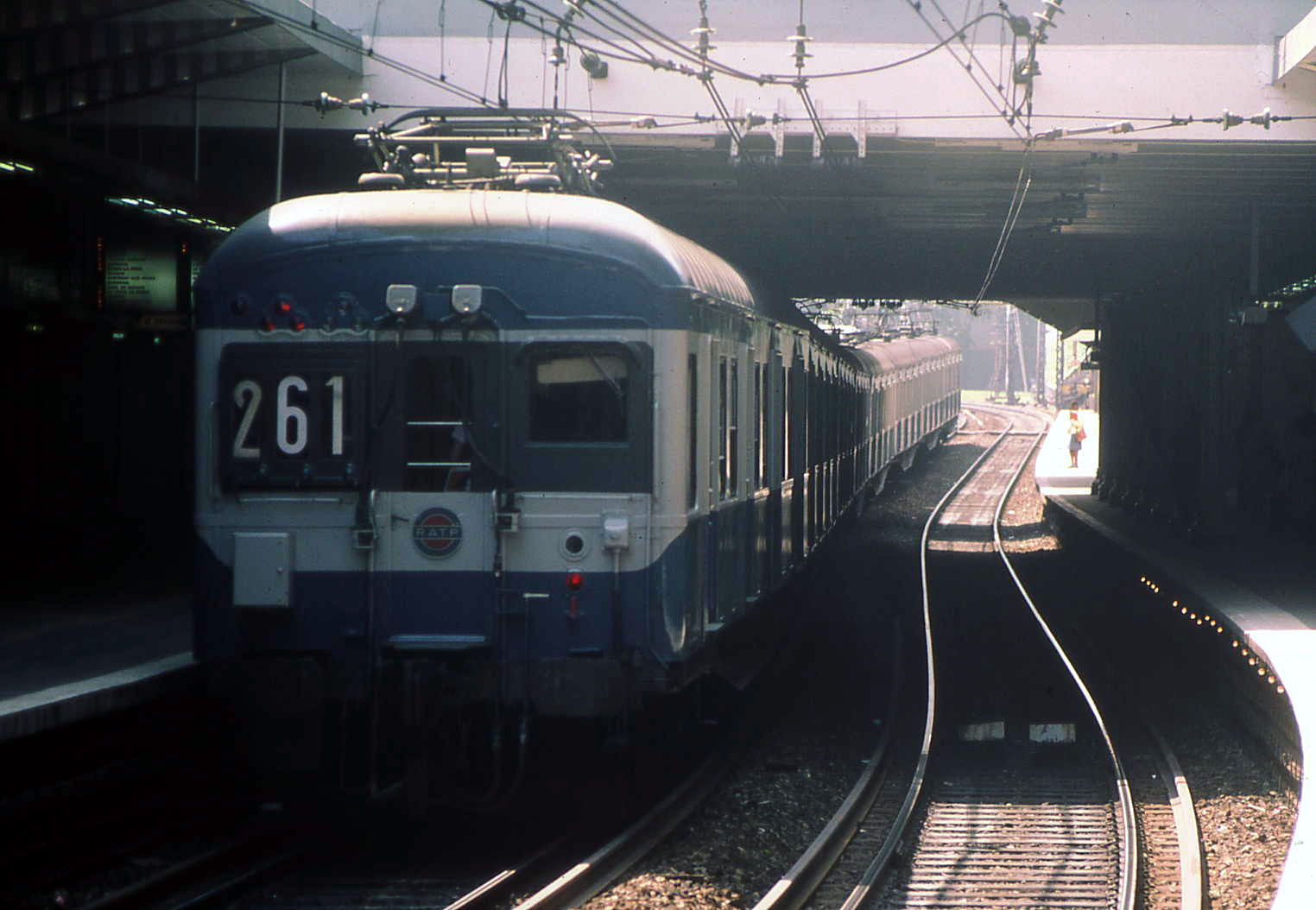
Rame Z 23000 à Denfert-Rochereau.

Parmi les adaptations nécessitées par l'augmentation de la population et du trafic sur la ligne, deux nouvelles gares sont ouvertes : La Hacquinière en 1957 et Les Baconnets en 1969. La gare d'Orsay-Ville est transformée avec une voie de passage supplémentaire pour devenir un terminus intermédiaire en 1965. À partir de 1967, toutes les gares seront équipées soit de passerelles, soit de souterrains pour éviter les traversées à niveau par les voyageurs. Les années suivantes sont consacrées en particulier à la suppression des passages à niveau situés entre Palaiseau et Saint-Rémy-lès-Chevreuse, rendue nécessaire en raison de l'allongement des périodes de fermeture dues à l'augmentation du nombre de circulations, bloquant un trafic routier de plus en plus dense.
Nouvellement électrifiée, la ligne est desservie par les automotrices Z 23000 (surnommées « Z ») pendant cinquante ans ; le MS 61 qui devait plus tard circuler sur la ligne A fait également ses premiers tours de roue sur la ligne en 1967 et jusqu'à 25 éléments MS 61 dits de série A roulent sur la ligne pour certains jusqu'en 1983. Les dernières Z 23000 sont retirées de la circulation en 1987, non sans avoir été d'un grand secours lors des hivers 1985 et 1986, lorsque le matériel moderne (voir MI 79 ci-dessous) subit de nombreuses pannes dues à la neige.
Dans les années 1970, il est décidé de raccorder la ligne de Sceaux à la gare du Nord en vue d'interconnecter celle-ci à des lignes du réseau de trains de banlieue de Paris-Nord, conformément aux orientations du schéma directeur de la région Île-de-France (SDRIF) de 1965.
Le tracé comporte une difficulté avec le passage de la Seine par une traversée sous-fluviale, et il est dans un premier temps envisagé de supprimer la gare du Luxembourg pour commencer plus tôt la descente en vue de passer sous le fleuve, moyennant la construction d'une nouvelle gare baptisée Quartier Latin qui aurait été réalisée plus au nord vers le carrefour de l'Odéon pour permettre une correspondance avec les lignes 4 et 10 du métro.
Une campagne de protestation des riverains fait changer ce projet, et la gare du Luxembourg est conservée, mais nécessite d'amorcer la dénivellation dès cette ancienne gare dont la plate-forme est abaissée de cinquante centimètres,. De ce fait, le tunnel de descente en pente de 40,8 ‰ commence juste au nord de la gare, ce qui nécessite la reconstruction totale de l'arrière-gare avec constitution d'un terminus provisoire en gare, l'un des quais étant prolongé au moyen d'un platelage en bois de façon que les deux côtés des trains soient à quai, un des quais étant dédié à la descente, l'autre à la montée, pour gagner du temps sur le demi-tour.
Une nouvelle gare, construite en correspondance avec la ligne A à Châtelet - Les Halles, le futur nœud d'interconnexion des RER, est inaugurée le 8 décembre 1977. La ligne de Sceaux devient définitivement la branche sud du RER B.
En 1983, la jonction entre la ligne de Sceaux au sud et la ligne vers Roissy au nord (exploitée par la SNCF) et vers Mitry - Claye est enfin effective au niveau de la gare du Nord. La ligne B du RER ouvre alors dans son intégralité, offrant des relations directes sans changement entre l'aéroport de Paris-Charles-de-Gaulle ou Mitry-Claye et Saint-Rémy-lès-Chevreuse ou Robinson.
Comme précédemment sur la banlieue de Paris-Austerlitz, on voit apparaître les « codes-mission » de quatre lettres : la première indique la gare terminus ; les suivantes indiquent la desserte (exemples : AILO, KNUT, POLY, LYRE, etc.)
Le 17 février 1988, est ouverte la gare de Saint-Michel - Notre-Dame, réalisée pour permettre la correspondance avec la ligne C du RER et la ligne 10 du métro. Elle est aménagée dans des espaces réservés à cet effet lors de la construction du tunnel et est située en partie sous la Seine. À cette occasion, la station Cluny - La Sorbonne de la ligne 10 rouvre.

## Aujourd'hui

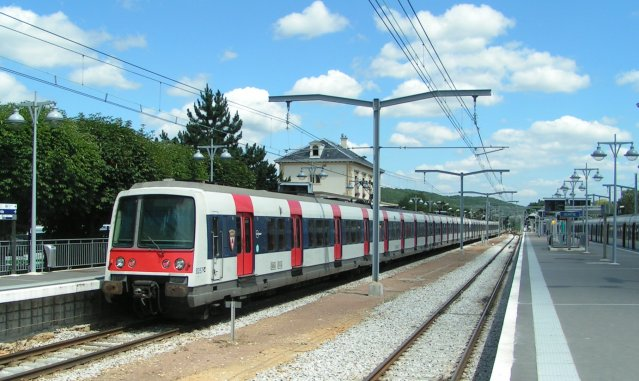
Rame MI 79 à Saint-Rémy-lès-Chevreuse en 2004. Les supports de caténaire et la voie sont neufs.

La ligne est aujourd'hui exploitée par la RATP de la gare du Nord jusqu’à Robinson, Massy - Palaiseau et Saint-Rémy-lès-Chevreuse ; elle connaît un important succès commercial. Dans Paris, les rames se succèdent toutes les trois minutes.
Depuis 1987, la ligne B est exploitée avec des rames dites MI 79. Huit rames MI 84 sont venues compléter le parc. Après le remplacement de tout le parc du RER A par du matériel à deux niveaux, le nombre de MI 84 en service sur le RER B a été porté à 41, dont 33 seront conservés après modernisation. Les deux matériels sont totalement compatibles et on peut rencontrer des rames doubles mixtes MI 79 et MI 84.
Depuis 2002, la RATP a procédé à d'importants travaux de remplacement des supports de caténaire en treillis, d'entretien difficile. L'ensemble du système de contrôle et de composteurs de billets a été remplacé.
Une signalisation cohérente a été mise en place à destination des voyageurs, qui bénéficient en outre d'informations en temps réel sur la circulation des trains.

## Œuvres de fiction
La ligne de Sceaux apparaît dans l'album S.O.S. Météores de la série de bande dessinée Blake et Mortimer, publié en 1959. Dans cet album, Edgar P. Jacobs a représenté de façon très réaliste le décor de l'époque et les matériels roulants de type Z 23000, dans le cadre d'une course poursuite entre la gare de correspondance de Massy - Palaiseau et la station parisienne de Port-Royal.